# Nor-Am Cup 2002
La Nor-Am Cup 2002 fu la 27ª edizione della manifestazione organizzata dalla Federazione Internazionale Sci.
La stagione maschile iniziò il 15 novembre 2001 a Loveland, negli Stati Uniti, e si concluse il 27 marzo 2002 a Nakiska, in Canada; furono disputate 20 gare (4 discese libere, 5 supergiganti, 4 slalom giganti, 7 slalom speciali), in 6 diverse località. Lo statunitense Chip Knight si aggiudicò sia la classifica generale, sia quelle di slalom gigante e di slalom speciale; i canadesi Erik Guay e Jan Hudec vinsero a pari merito quella di discesa libera e il loro connazionale Jeff Hume quella di supergigante. Lo statunitense Marco Sullivan era il detentore uscente della Coppa generale.
La stagione femminile iniziò il 17 novembre 2001 a Loveland, negli Stati Uniti, e si concluse il 25 marzo 2002 a Panorama, in Canada; furono disputate 20 gare (4 discese libere, 4 supergiganti, 6 slalom giganti, 6 slalom speciali), in 6 diverse località. La canadese Sophie Splawinski si aggiudicò la classifica generale; la sua connazionale Kelly VanderBeek vinse quella di discesa libera, la russa Varvara Zelenskaja quella di supergigante e le statunitensi Hilary McCloy e Julia Mancuso rispettivamente quella di slalom gigante e di slalom speciale. La canadese Anna Prchal era la detentrice uscente della Coppa generale.

## Uomini

### Risultati
| Data             | Località     | Nazione     | Spec. | Primo          | Secondo             | Terzo               |
| ---------------- | ------------ | ----------- | ----- | -------------- | ------------------- | ------------------- |
| 15 novembre 2001 | Loveland     | Stati Uniti | SL    | Erik Schlopy   | Tom Stiansen        | Chip Knight         |
| 16 novembre 2001 | Loveland     | Stati Uniti | SL    | Erik Schlopy   | Chip Knight         | Giorgio Rocca       |
| 4 dicembre 2001  | Lake Louise  | Canada      | SG    | David Anderson | Jeff Hume           | Erik Guay           |
| 5 dicembre 2001  | Lake Louise  | Canada      | SG    | David Anderson | Jeff Hume           | Jürgen Kandlbauer   |
| 9 dicembre 2001  | Lake Louise  | Canada      | DH    | Jeff Hume      | Geoffrey Stephenson | Erik Guay           |
| 10 dicembre 2001 | Lake Louise  | Canada      | DH    | Erik Guay      | Jan Hudec           | Jürgen Kandlbauer   |
| 11 dicembre 2001 | Lake Louise  | Canada      | SG    | David Anderson | Jeff Hume           | Erik Guay           |
| 20 febbraio 2002 | Le Massif    | Canada      | DH    | Jan Hudec      | Erik Guay           | Jakub Fiala         |
| 23 febbraio 2002 | Le Massif    | Canada      | DH    | Justin Johnson | Jakub Fiala         | Jan Hudec           |
| 24 febbraio 2002 | Le Massif    | Canada      | SG    | Jeff Hume      | Ryan Oughtred       | Erik Guay           |
| 24 febbraio 2002 | Le Massif    | Canada      | SG    | Jeff Hume      | Erik Guay           | Ryan Oughtred       |
| 27 febbraio 2002 | Sunday River | Stati Uniti | GS    | Erik Schlopy   | Julien Cousineau    | Chip Knight         |
| 28 febbraio 2002 | Sunday River | Stati Uniti | GS    | Erik Schlopy   | Chip Knight         | Dane Spencer        |
| 1º marzo 2002    | Sunday River | Stati Uniti | GS    | Dane Spencer   | Tom Rothrock        | Erik Schlopy        |
| 2 marzo 2002     | Sunday River | Stati Uniti | SL    | Jono Brauer    | Stanley Hayer       | Tom Rothrock        |
| 7 marzo 2002     | Osler Bluff  | Canada      | SL    | Chip Knight    | Stanley Hayer       | Martin Kroisleitner |
| 8 marzo 2002     | Osler Bluff  | Canada      | SL    | Casey Puckett  | Brad Hogan          | Stanley Hayer       |
| 24 marzo 2002    | Nakiska      | Canada      | SL    | Chip Knight    | Brad Hogan          | Jesse Marshall      |
| 25 marzo 2002    | Nakiska      | Canada      | SL    | Chip Knight    | Jake Zamansky       | Jesse Marshall      |
| 27 marzo 2002    | Nakiska      | Canada      | GS    | Chip Knight    | Julien Cousineau    | Erik Guay           |

Legenda:

DH = discesa libera

SG = supergigante

GS = slalom gigante

SL = slalom speciale

### Classifiche

#### Generale
| Pos. | Nome             | Nazione     | Punti |
| ---- | ---------------- | ----------- | ----- |
| 1    | Chip Knight      | Stati Uniti | 820   |
| 2    | Erik Guay        | Canada      | 754   |
| 3    | Jeff Hume        | Canada      | 741   |
| 4    | Jan Hudec        | Canada      | 498   |
| 5    | Erik Schlopy     | Stati Uniti | 496   |
| 6    | Brad Hogan       | Stati Uniti | 366   |
| 7    | Julien Cousineau | Canada      | 363   |
| 8    | Tom Rothrock     | Stati Uniti | 357   |
| 9    | Jakub Fiala      | Stati Uniti | 345   |
| 10   | David Anderson   | Canada      | 366   |

#### Discesa libera
| Pos. | Nome                | Nazione     | Punti |
| ---- | ------------------- | ----------- | ----- |
| 1    | Erik Guay           | Canada      | 290   |
| 1    | Jan Hudec           | Canada      | 290   |
| 3    | Jeff Hume           | Canada      | 217   |
| 4    | Justin Johnson      | Stati Uniti | 205   |
| 5    | Geoffrey Stephenson | Stati Uniti | 174   |

#### Supergigante
| Pos. | Nome           | Nazione | Punti |
| ---- | -------------- | ------- | ----- |
| 1    | Jeff Hume      | Canada  | 440   |
| 2    | Erik Guay      | Canada  | 310   |
| 3    | David Anderson | Canada  | 330   |
| 4    | Ryan Oughtred  | Canada  | 190   |
| 5    | Jan Hudec      | Canada  | 164   |

#### Slalom gigante
| Pos. | Nome             | Nazione     | Punti |
| ---- | ---------------- | ----------- | ----- |
| 1    | Chip Knight      | Stati Uniti | 290   |
| 2    | Erik Schlopy     | Stati Uniti | 260   |
| 3    | Julien Cousineau | Canada      | 255   |
| 4    | Dane Spencer     | Stati Uniti | 205   |
| 5    | Tom Rothrock     | Stati Uniti | 170   |

#### Slalom speciale
| Pos. | Nome           | Nazione     | Punti |
| ---- | -------------- | ----------- | ----- |
| 1    | Chip Knight    | Stati Uniti | 530   |
| 2    | Erik Schlopy   | Stati Uniti | 236   |
| 3    | Stanley Hayer  | Rep. Ceca   | 220   |
| 4    | Brad Hogan     | Stati Uniti | 213   |
| 5    | Jesse Marshall | Stati Uniti | 210   |

## Donne

### Risultati
| Data             | Località        | Nazione     | Spec. | Prima              | Seconda           | Terza              |
| ---------------- | --------------- | ----------- | ----- | ------------------ | ----------------- | ------------------ |
| 17 novembre 2001 | Loveland        | Stati Uniti | SL    | Karin Köllerer     | Veronika Zuzulová | Kristina Koznick   |
| 18 novembre 2001 | Loveland        | Stati Uniti | SL    | Susanne Ekman      | Veronika Zuzulová | Christine Sponring |
| 4 dicembre 2001  | Lake Louise     | Canada      | SG    | Varvara Zelenskaja | Julia Mancuso     | Eveline Rohregger  |
| 5 dicembre 2001  | Lake Louise     | Canada      | SG    | Varvara Zelenskaja | Kirsten Clark     | Daniela Ceccarelli |
| 9 dicembre 2001  | Lake Louise     | Canada      | DH    | Bryna McCarty      | Tatum Skoglund    | Christina Risler   |
| 10 dicembre 2001 | Lake Louise     | Canada      | DH    | Christina Risler   | Kelly VanderBeek  | Bryna McCarty      |
| 3 gennaio 2002   | Hunter Mountain | Stati Uniti | GS    | Sophie Splawinski  | Courtney Calise   | Julie Langevin     |
| 4 gennaio 2002   | Hunter Mountain | Stati Uniti | GS    | Hilary McCloy      | Julia Mancuso     | Gail Kelly         |
| 5 gennaio 2002   | Hunter Mountain | Stati Uniti | SL    | Jessica Kelley     | Courtney Calise   | Hilary McCloy      |
| 6 gennaio 2002   | Hunter Mountain | Stati Uniti | SL    | Hilary McCloy      | Courtney Calise   | Gretchen Mielke    |
| 8 gennaio 2002   | Okemo           | Stati Uniti | GS    | Gail Kelly         | Hilary McCloy     | Courtney Calise    |
| 9 gennaio 2002   | Okemo           | Stati Uniti | GS    | Gail Kelly         | Hilary McCloy     | Courtney Calise    |
| 1º febbraio 2002 | Aspen           | Stati Uniti | DH    | Kelly VanderBeek   | Christina Risler  | Gail Kelly         |
| 2 febbraio 2002  | Aspen           | Stati Uniti | DH    | Sophie Splawinski  | Kelly VanderBeek  | Bryna McCarty      |
| 3 febbraio 2002  | Aspen           | Stati Uniti | SG    | Lauren Van Ness    | Sophie Splawinski | Bryna McCarty      |
| 4 febbraio 2002  | Aspen           | Stati Uniti | SG    | Kelly VanderBeek   | Christin Lathrop  | Sophie Splawinski  |
| 22 marzo 2002    | Nakiska         | Canada      | GS    | Britt Janyk        | Sophie Splawinski | Chemmy Alcott      |
| 23 marzo 2002    | Nakiska         | Canada      | GS    | Caroline Lalive    | Julia Mancuso     | Britt Janyk        |
| 24 marzo 2002    | Nakiska         | Canada      | SL    | Resi Stiegler      | Julia Mancuso     | Britt Janyk        |
| 25 marzo 2002    | Nakiska         | Canada      | SL    | Julia Mancuso      | Britt Janyk       | Geneviève Simard   |

Legenda:

DH = discesa libera

SG = supergigante

GS = slalom gigante

SL = slalom speciale

### Classifiche

#### Generale
| Pos. | Nome              | Nazione     | Punti |
| ---- | ----------------- | ----------- | ----- |
| 1    | Sophie Splawinski | Canada      | 803   |
| 2    | Hilary McCloy     | Stati Uniti | 687   |
| 3    | Gail Kelly        | Canada      | 598   |
| 4    | Kelly VanderBeek  | Canada      | 582   |
| 5    | Julia Mancuso     | Stati Uniti | 560   |
| 6    | Christina Risler  | Canada      | 438   |
| 7    | Bryna McCarty     | Stati Uniti | 424   |
| 8    | Resi Stiegler     | Stati Uniti | 399   |
| 9    | Courtney Calise   | Stati Uniti | 382   |
| 10   | Jessica Kelley    | Stati Uniti | 355   |

#### Discesa libera
| Pos. | Nome              | Nazione     | Punti |
| ---- | ----------------- | ----------- | ----- |
| 1    | Kelly VanderBeek  | Canada      | 305   |
| 2    | Bryna McCarty     | Stati Uniti | 270   |
| 3    | Christina Risler  | Canada      | 240   |
| 4    | Sophie Splawinski | Canada      | 206   |
| 5    | Gail Kelly        | Canada      | 174   |

#### Supergigante
| Pos. | Nome               | Nazione     | Punti |
| ---- | ------------------ | ----------- | ----- |
| 1    | Varvara Zelenskaja | Russia      | 200   |
| 2    | Sophie Splawinski  | Canada      | 161   |
| 3    | Kelly VanderBeek   | Canada      | 147   |
| 4    | Bryna McCarty      | Stati Uniti | 142   |
| 5    | Libby Ludlow       | Stati Uniti | 125   |

#### Slalom gigante
| Pos. | Nome              | Nazione     | Punti |
| ---- | ----------------- | ----------- | ----- |
| 1    | Hilary McCloy     | Stati Uniti | 358   |
| 2    | Sophie Splawinski | Canada      | 352   |
| 3    | Gail Kelly        | Canada      | 349   |
| 4    | Jessica Kelley    | Stati Uniti | 253   |
| 5    | Julia Mancuso     | Stati Uniti | 250   |

#### Slalom speciale
| Pos. | Nome              | Nazione     | Punti |
| ---- | ----------------- | ----------- | ----- |
| 1    | Julia Mancuso     | Stati Uniti | 230   |
| 2    | Resi Stiegler     | Stati Uniti | 228   |
| 3    | Hilary McCloy     | Stati Uniti | 189   |
| 4    | Courtney Calise   | Stati Uniti | 160   |
| 4    | Veronika Zuzulová | Slovacchia  | 160   |